# Zooropa
Zooropa este al optulea album de studio al formației rock irlandeze U2. Deși inițial fusese planificat ca EP, a fost înregistrat în mai multe etape ale turneului Zoo TV Tour și lansat la 5 iulie 1993 de Island Records ca album complet. Influențat de evenimentele și impresiile din timpul turneului, Zooropa continuă experimentele U2 cu rockul alternativ și cu muzica electronică din albumul anterior Achtung Baby. Ca și acel album, Zooropa a avut mare succes atât la public cât și la critici. Titlul albumului este o combinație între „Zoo TV” și „Europa”.